# Records du surf
Pour tous les records figure en gras les surfeurs et surfeuses en activités en  2011 (WCT ou WQS)

## Champions WCT
- Hommes
  - 11 : Kelly Slater
  - 4 : Mark Richards
  - 3 : Tom Curren
  - 3 : Andy Irons
  - 3 : Mick Fanning
  - 3 : Gabriel Medina
  - 2 : Damien Hardman
  - 2 : Tom Carroll
  - 2 : John John Florence
  - 1 : Peter Townend
  - 1 : Shaun Tomson
  - 1 : Wayne Bartholomew
  - 1 : Barton Lynch
  - 1 : Martin Potter
  - 1 : Derek Ho
  - 1 : Mark Occhilupo
  - 1 : Sunny Garcia
  - 1 : C.J Hobgood
  - 1 : Joel Parkinson
  - 1 : Adriano de Souza
  - 1 : Italo Ferreira

- Femmes
  - 7 : Layne Beachley
  - 7 : Stephanie Gilmore
  - 4 : Frieda Zamba
  - 4 : Wendy Botha
  - 4 : Lisa Andersen
  - 3 : Margo Oberg
  - 2 : Lynne Boyer
  - 1 : Debbie Beacham
  - 1 : Kim Mearig
  - 1 : Pam Burridge
  - 1 : Pauline Menczer
  - 1 : Chelsea Georgeson
  - 1 : Sofia Mulanovich
  - 1 : Carissa Moore

## Victoires en WCT

### Sur une carrière
- Hommes
  - 56 : Kelly Slater
  - 33 : Tom Curren
  - 26 : Tom Carroll
  - 20 : Andy Irons
  - 19 : Damien Hardman

- Femmes
  - 27 : Layne Beachley
  - 24 : Wendy Botha
  - 21 : Lisa Andersen
  - 20 : Pam Burridge
  - 20 : Pauline Menczer

### En une saison (global)
- Hommes
  - 7 : Damien Hardman (1987 : 21 épreuves)
  - 7 : Tom Curren (1990 : 21 épreuves)
  - 7 : Kelly Slater (1996 : 14 épreuves)

- Femmes
  - 7 : Wendy Botha (1989 : 12 épreuves)
  - 5 : Pauline Menczer (1994 : 11 épreuves)
  - 5 : Layne Beachley (1998 : 10 épreuves)
  - 5 : Stephanie Gilmore (2008 : 8 épreuves)

### En une saison (ratio)
- Hommes
  - 55 % : Kelly Slater (2008 : 6/11)
  - 50 % : Kelly Slater (1996 : 7/14)
  - 42 % : Kelly Slater (1995 : 5/12)
  - 42 % : Andy Irons (2003 : 5/12)

- Femmes
  - 62,5 % : Stephanie Gilmore (2008 : 5/8)
  - 58 % : Wendy Botha (1989 : 7/12)
  - 50 % : Layne Beachley (1998 : 5/10)
  - 50 % : Stephanie Gilmore (2007 : 4/8)

## Victoires en WQS
- Hommes
  - 22 : Sunny Garcia
  - 13 : Rob Machado
  - 12 : Andy Irons
  -   9 : Chris Brown
  -   9 : Peterson Rosa
  -   9 : Neco Padaratz

- Femmes
  - 11 : Melanie Redman-Carr
  - 10 : Lynette MacKenzie
  - 10 : Melanie Bartels
  - 10 : Jacqueline Silva

## Dans les TOP

### TOP 4
- Hommes :
  - 17 fois : Kelly Slater 2014,2013,2012,2011,2010, 2008, 2007, 2006, 2005, 2004, 2003, 1998, 1997, 1996, 1995, 1994, 1992.
  -   8 fois : Tom Carroll 1991, 1988, 1987 , 1986, 1985, 1984, 1983, 1982.
  -   7 fois : Damien Hardman 1993, 1992, 1991, 1990, 1989, 1988 , 1987.
  -   6 fois : Sunny Garcia 2000, 1999, 1996, 1995, 1994, 1992.
  - 6 fois : Mark Occhilupo 2001, 1999, 1997, 1986, 1985, 1984.
  -   6 fois : Wayne Bartholomew 1984, 1981 , 1980, 1979, 1978, 1977.

- Femmes :
  - 13 fois: Layne Beachley 2008,2006, 2004, 2003, 2002, 2001, 2000, 1999, 1998, 1997, 1996, 1995, 1994.
  - 12 fois : Pam Burridge 1997, 1993, 1992, 1991, 1990, 1989, 1988, 1986, 1985, 1984, 1983, 1982.
  -   9 fois : Jodie Cooper 1992, 1991, 1990, 1989, 1988, 1987, 1986, 1985, 1984.

### TOP 8
- Hommes :
  - 20 fois : Kelly Slater 2016, 2014, 2013, 2012, 2011, 2010, 2009, 2008, 2007, 2006, 2005, 2004, 2003, 1998, 1997, 1996, 1995, 1994, 1993, 1992.
  - 10 fois : Sunny Garcia 2004, 2000, 1999, 1998, 1997, 1996, 1995, 1994, 1992,1991.
  -  : Lynch Barton 1995, 1994, 1993, 1991, 1990, 1989, 1988 , 1987, 1985, 1984.
  -  : Martin Potter 1993, 1991, 1989, 1988, 1987 , 1986, 1985, 1984, 1983, 1981.

## Scores parfaits
Un score parfait est le score maximal que l'on peut obtenir sur une série. Il correspond à la note de 20 sur 20 depuis l'instauration de la notation à deux vagues. Auparavant, les surfeurs étant notés sur trois vagues, le score parfait correspondait à la note de 30 sur 30.
| Année | Compétition            | Stade            | Surfeur        |
| ----- | ---------------------- | ---------------- | -------------- |
| 1996  | Kirra Pro              |                  | Shane Beschen  |
| 2005  | Billabong Tahiti Pro   | Finale           | Kelly Slater   |
| 2008  | Billabong Pipe Masters | 3e tour          | Joel Parkinson |
| 2011  | Billabong Tahiti Pro   | 5e tour          | Jérémy Florès  |
| 2013  | Volcom Fiji Pro        | Quarts de finale | Kelly Slater   |
| 2013  | Oakley Pro Bali        | 5e tour          | Joel Parkinson |
| 2015  | Fiji Pro               | 5e tour          | Owen Wright    |
| 2015  | Fiji Pro               | Finale           | Owen Wright    |
| 2016  | Billabong Pro Tahiti   | 5e tour          | Kelly Slater   |
| 2017  | Corona J-Bay Open      | 3e tour          | Jordy Smith    |

- L'Américain Shane Beschen est le seul surfeur à avoir obtenu un score parfait avant l'instauration de la notation à deux vagues lors du Kirra Pro 1996.
- L'Américain Kelly Slater est détenteur du plus grand nombre de scores parfaits avec trois réalisations.
- L'Australien Owen Wright est le seul à avoir réalisé deux scores parfaits au cours de la même compétition à l'occasion du Fiji Pro 2015.
- L'Américain Kelly Slater et l'Australien Owen Wright sont les seuls à avoir inscrit un score parfait en finale (respectivement lors du Billabong Tahiti Pro 2005 et du Fiji Pro 2015).